# Sedisvakance

Znak Svatého stolce v období sedisvakance

Sedisvakance (podle lat. sedis vacantia, prázdnost, neobsazenost stolce, nebo sede vacante (ablativ), [když byl] stolec uprázdněn) je slovo označující období, během něhož není obsazen církevní úřad – nejčastěji úřad diecézního biskupa nebo papeže. Otázka správy úřadu se v této době řeší podle kanonického práva.

## Uprázdnění biskupského úřadu
V případě úmrtí římskokatolického diecézního biskupa přebírá správu diecéze (dočasně a s omezenými pravomocemi) administrátor diecéze, zvolený do osmi dnů sborem konzultorů. Výjimkou je případ, že diecéze má biskupa-koadjutora (biskupa-spolusprávce) – ten po úmrtí sídelního biskupa automaticky nastupuje na jeho místo (jako např. Jiří Paďour po úmrtí Antonína Lišky).
V případě dlouhodobé sedisvakance může být jmenován apoštolský administrátor.

## Uprázdnění papežského úřadu
K uprázdnění papežského úřadu dochází při úmrtí nebo rezignaci papeže a trvá do té doby, než se sejde konkláve a zvolí nového papeže. Konec sedisvakance je oznámeno bílým kouřem nad Sixtinskou kaplí a následně oficiálním oznámením Habemus Papam. V době sedisvakance vykonává důležitá rozhodnutí camerlengo.
Nejdelší sedisvakancí papežského stolce bylo více než tříleté období mezi pontifikátem Klementa IV. († 29. listopadu 1268) a Řehoře X. (1271–1276), kdy se osmnáct kardinálů, shromážděných v papežském paláci ve Viterbu, nedokázalo shodnout na jednom jméně; jejich zasedání doprovázely nepokoje ve městě. V lednu roku 1270 skupina v čele s františkánem Bonaventurou de Bagnoreggio rozhodla uvěznit kardinály, dokud nepadne rozhodnutí. Knížecí rodina Saveliů zorganizovala službu, z níž se měla stát tradice „strážců konkláve“. Kardinálové však nejevili ochotu učinit sporům konec, v květnu tedy obyvatelé města odstranili střechu paláce, do nějž poté jak pršelo, tak pražilo slunce; hodnostáři dostávali jen vodu a chléb. 1. září 1271 konečně vybrali Itala Tebalda Viscontiho, jenž byl následně vysvěcen na kněze a biskupa a 27. března 1272 uveden do úřadu papeže jako Řehoř X.